# Casa de Begoña

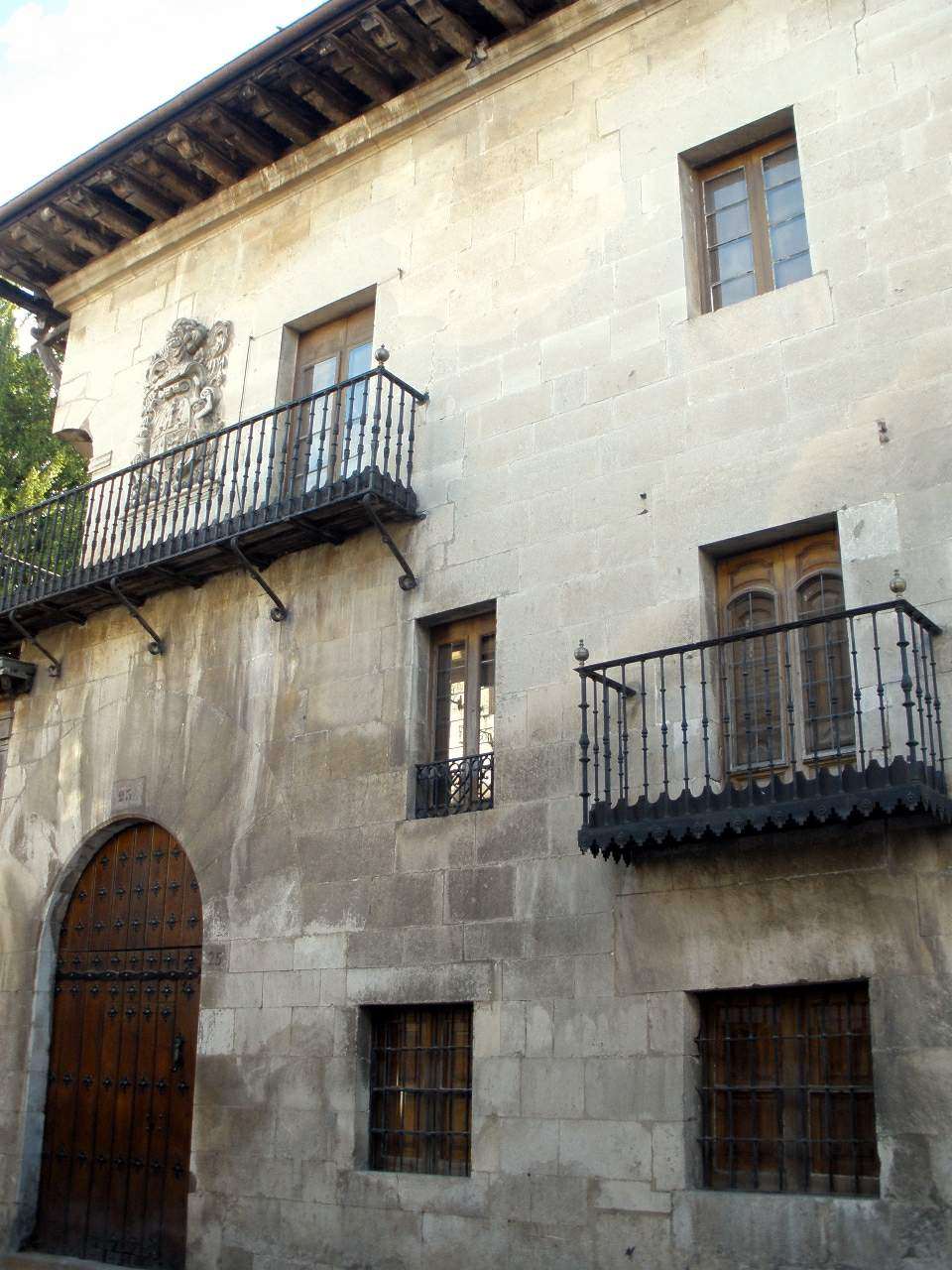
Casa de Begoña, en Salvatierra de Álava

La casa de Begoña, en Salvatierra (Álava, España) es un edificio de fines del Siglo XVI y comienzos del Siglo XVII que pertenece a la tipología de casa señorial vasca.
Presenta planta rectangular, no perfecta, sobre la que se levantan tres alturas y sobrado bajo cubierta. El tejado es a dos aguas con caballete paralelo a la fachada principal. Los materiales constructivos son, esencialmente, de piedra de sillería y mampostería, aunque es necesario destacar la utilización de madera y hierro en elementos ornamentales.
El edificio presenta jardines en torno a sus fachadas posterior y lateral izquierda.
Es un edificio exento, cuya fachada principal es la más interesante. En ella se abre una gran portada en arco de medio punto con grandes dovelas, portada un tanto desplazada hacia la izquierda. A la derecha de la puerta se abren dos ventanas cuadradas, cerradas con rejas sencillas. En la primera planta, se observan dos huecos que se corresponden en vertical con las ventanas de la planta inferior, un balcón con plataforma de madera y hierro y una estrecha ventana abalconada. En el extremo izquierdo de esta fachada, sobre la tapia del jardín lateral, aparece el frente de una galería corrida de madera y cristal que recorre toda la fachada sur del edificio en sentido horizontal. En la segunda planta de la fachada principal, se abren tres huecos, una ventana rectangular, balcón y balcón en esquina, este último adovelado, cuyos salmeres descansan sobre impostas molduradas. Dicho balcón presenta un cierto derrame hacia el interior. Entre los dos huecos primeros y este último balcón, se sitúa el escudo de armas de los Ordañana, Vicuña y Lazarraga. La fachada principal se remata con cornisa moldurada.
La fachada posterior, al oeste, presenta huecos irregularmente repartidos. En la planta baja, portada adintelada y dos ventanas estrechas y altas, enrejadas. En la primera planta hay tres ventanas, dos de ellas cerradas con reja tipo «jaula». La segunda planta se abre a través de dos ventanas rectangulares. El desván cuenta con dos ventanitas enmarcadas en madera.
La fachada lateral sur, tiene en la parte inferior un pasadizo subterráneo y, en la primera planta, la galería corrida anteriormente mencionada. En la segunda altura, se observan tres huecos, ventanas enrejadas y balcón con plataforma de piedra y barandilla de hierro. En la parte superior, se abren tres ventanas.
La fachada lateral norte tiene huecos distribuidos de forma irregular, debido a que la escalera interior se adosa a esta zona de la casa y su iluminación requiere un sistema diferente de aperturas. En la planta baja se observa una portada en arco de medio punto con grandes dovelas y una ventana enrejada. En la primera altura tiene dos ventanas enrejadas. En la segunda y desván se abre, respectivamente, un hueco. Entre la primera y la segunda planta se han abierto dos huecos para la iluminación de la citada escalera.
El interior de la casa conserva los rasgos fundamentales de su estructura primitiva. En la planta baja destaca un amplio espacio dedicado a portal, cuyo suelo está recubierto por grandes losas de piedra. Una escalera en escuadra, que arranca del zaguán, con dos tramos por planta, sirve de nexo entre las distintas alturas del edificio.
En la primera planta, el espacio se organiza en torno a un vestíbulo central, que recibe iluminación directa de la galería. La segunda planta está dedicada a los dormitorios y un salón. La última altura presenta la misma distribución que su inmediata inferior y en ella destaca el techo, enteramente de madera.